# Что такое математика?
Что такое математика? (Элементарный очерк идей и методов) — классическая популярная книга по математике, написанная Рихардом Курантом и Гербертом Роббинсом.
Вторoe издание было выпущено с дополнением Иэна Стюарта.
В книге затрагиваются темы из теории чисел, комбинаторики, евклидовой геометрии, проективной геометрии, неевклидовой геометрии, дифференциальной геометрии и топологии, алгебраической топологии и математического анализа.

## Авторство
Книга основана на лекциях Куранта. Несмотря на то, что Роббинс участвовал в написании большой части книги, ему пришлось бороться, чтобы официально стать автором книги. Тем не менее, авторские права на неё получил только Курант.

## Заглавие
По-видимому, заглавие дано по аналогии с «Что такое искусство?» Льва Толстого.
Согласно Констанс Рид, Курант окончательно решил выбрать заглавие «Что такое математика?» после разговора с Томасом Манном на вечеринке у Германа Вейля.
Колонка «What is …?» в журнале American Mathematical Monthly очевидно появилась под влиянием этой книги.

## Издания и переводы
Английский

- What is Mathematics?: An Elementary Approach to Ideas and Methods, Londra, Oxford University Press, 1941, ISBN 0-19-502517-2.
- Второе издание: New York, Издательство Оксфордского университета, 1996 ISBN 0-19-510519-2.

Русский
- Что такое математика? Элементарный очерк идей и методов, Государственное издание технико-теоретической литературы, 1947.
- Что такое математика? 3 издания МЦНМО ISBN 5-900916-45-6, 2001; 9-е издание МЦНМО 2019 года.

Испанский
- ¿Qué es la matemática?: una exposición elemental de sus ideas y métodos, Aguilar editorial, 1971, ISBN 968-16-6717-4.
- ¿Qué Son Las Matemáticas? Conceptos y métodos fundamentales, México, D. F., Fondo de Cultura Económica, 2002, ISBN 968-16-6717-4. (trad. dalla seconda edizione)

Итальянский

- Che cos'è la matematica?, trad. di Liliana Ragusa Gilli, 1ª ed. italiana, dalla 3ª edizione orig. (ottobre 1945), Einaudi, 1950, p. 754.
- Che cos'è la matematica?, trad. di Liliana Ragusa Gilli, 1ª ed. italiana, dalla 3ª edizione orig. (ottobre 1945), Boringhieri, 1964, p. 752.
- Che cos'è la matematica?, ed. riveduta da Ian Stewart; trad. di Liliana Ragusa Gilli, rived. da Laura Servidei, 2ª ed., Bollati Boringhieri, 2000, pp. 671, ISBN 88-339-1200-0.
- Che cos'è la matematica?, ed. riveduta da Ian Stewart; trad. di Liliana Ragusa Gilli, rived. da Laura Servidei, ristampa della 2ª ed. del 2000, Bollati Boringhieri, 2007, pp. 671, ISBN 978-88-339-1200-4.

Немецкий
- Was Ist Mathematik?, Springer Verlag, 2000, ISBN 3-540-63777-X.

Венгерский
- Mi a matematika?, tradotto da László Vekerdi, Gondolat Könyvkiadó, 1966, p. 509.

Вьетнамский
- Toán học là gì? Phác thảo sơ cấp về tư tưởng và phương pháp, 3 voll., Nhà xuất bản Khoa học và Kỹ thuật, 1984, p. 510, ISBN 0-19-502517-2.